# 110
110. је била проста година.

## Догађаји
- Трајанов форум је у Риму саградио сиријски архитекта Аполодор из Дамаска.
- Римско царство има више од 75.000 километара (47.000 миља) путева.
- Каравани редовно полазе из Луојанга са кинеским ђумбиром, касијом (врста цимета) и свилом за размену у Централној Азији за злато, сребро, стаклено посуђе, грнчарију, тканину и Драго камење из Рима.
- Светоније, римски историчар, објављује своје дело „О славним људима“ – из области књижевности.